# فيصل الشهيل
فيصل بن محمد بن عبد العزيز الشهيل من الشخصيات العامة بالمملكة العربية السعودية. كان من أوائل الدارسين خارج المملكة وتقلد مناصب عديدة. منها مدير عام الموانئ، ووكيل وزارة المواصلات، والرئيس العام للمؤسسة العامة للخطوط الحديدية، ومحاضر في جامعة الملك سعود.
له إسهامات عديدة في مجالات الرياضة والإعلام أبرزها توليه منصب نائب رئيس الاتحاد العربي السعودي لكرة القدم، ترأسه لنادي الهلال السعودي من 1390هـ إلى 1395هـ، وترأسه لنادي النهضة السعودي.

## النشاة
هو فيصل بن محمد بن عبد العزيز بن راشد بن عبد الله بن محمد بن إبراهيم بن راشد بن شهيل. وكنيته: أبو منصور. و«آل شهيل» من «عائذ» المهموزة، أو «عايذ» المسهلة، وتعود بنسبها إلى «عبيدة» القبيلة القحطانية الشهيرة ولد فيصل الشهيل في مدينة الطائف غرب السعودية، حيث كان والده أميرًا عليها.

## التعليم
بدأ دراسة المرحلة المتوسطة في بغداد، ثم انتقل إلى لبنان ليكمل دراسته بالمرحلة الثانوية وكذلك المرحلة الجامعية بالجامعة الأمريكية في بيروت، والتي حصل منها على شهادة البكالوريوس في الاقتصاد والمال، وبعد انتهائه من ذلك غادر إلى الولايات المتحدة الأمريكية وحصل على درجة الماجستير في إدارة الأعمال.

## الحياة العملية
تولى فيصل الشهيل عددا من المناصب في الدولة كان منها تعيينه أول مدير عام بالموانئ في المملكة ثم وكيل وزارة مساعد للطرق والموانئ، وتعيينه رئيسًا عاما لمؤسسة السكك الحديدية برتبة نائب وزير لمدة عشرين سنة وحتى تقاعده، كما ترأس وفد المملكة في عدة مؤتمرات خارجية تتعلق بالسكك الحديدية والنقل والموانئ في المملكة ودول العالم منها أول مؤتمر لقانون البحار في فنزويلا، إضافة إلى ذلك عُيّن رئيسًا للمجلس الاستشاري للسكك في العالم، ونائبا لرئيس المنظمة البحرية العالمية، ونائبا لرئيس الهيئة الاستشارية البحرية «أمكو»، وعضوًا بمجلس إدارة الاكاديمية العربية للنقل البحري منذ تأسيسها في الإسكندرية.

### الإعلام
كان لفيصل الشهيل دورٌ بارزٌ في تطوير العمل الإعلامي والصحفي. حيث شغل عددًا من المناصب في الإدارة والتحرير أبرزها:
- مؤسس جريدة الرياضي.
- عضو مجلس إدارة دار اليوم للإعلام.
- المشرف العام على التحرير بجريدة اليوم.[4]
- شغل منصب المشرف على التحرير والإدارة في جريدة الجزيرة وكان عضو مجلس الإدارة لمؤسسة الجزيرة للصحافة والطباعة والنشر ومن المؤسسين للجريدة.[5]
- أحد مؤسسي مؤسسة عسير للصحافة والنشر (جريدة الوطن).

### الرياضة
- نائب رئيس الاتحاد السعودي لكرة القدم.
- تولى رئاسة نادي الهلال لكرة القدم ونائبا لرئاسة النادي لمدة ثلاث دورات.[6]
- رئيس لنادي النهضة.[7]
- نائب رئيس الاتحاد السعودي لسلاح المبارزة.
- عضو اللجنة الأولمبية السعودية.
- رئيس اللجنة الأهلية لتكريم الرياضيين.
- رئيس فخري لعدة أندية سعودية منها نادي المزاحمية الرياضي.

## الوفاة
توفي في يوم الخميس 20 مايو 2021 ميلاديًّا، الموافق 8 شوال 1442 هجريًّا، بعد معاناته مع المرض.